# Vlag van Jaén

Vlag van de provincie Jaén

De vlag van de Spaanse provincie Jaén bestaat uit een donkerpaars veld met in het midden het provinciale wapen. Het groene veld staat voor de olijfboomgaarden, de velden en de natuurlijke omgeving van de provincie. De vlag werd op 3 maart 2014 aangenomen door de Provinciale Raad en de volgende dag ingediend bij het Directoraat-generaal van het Lokaal Bestuur. Het wapen toont het gekwartierde wapen en de schildzoom van Castilië en Aragón van de stad Jaén, en als wapenschild het hoofd van Christus.
De Partido Regionalista por Andalucía Oriental (PRAO) heeft een petitie naar de provinciale regering gestuurd waarin wordt geëist dat de 'olijfgroene' vlag die voor de provincie is uitgevonden wordt afgeschaft en vervangen wordt door de traditionele paarse vlag die 800 jaar lang representatief is geweest, eerst voor een koninkrijk dat deel uitmaakte van de kroon van Castilië en vervolgens voor een provincie. De PRAO betoogde dat de vlag met de "schreeuwerige groene" kleur, die olijven zou voorstellen, van slechte smaak was en zonder de instemming van de bevolking was aangenomen, waarbij de officiële beroepsprocedure en het gebruik van openbare middelen om het nieuwe ontwerp door te drukken in twijfel werden getrokken. De partij beweerde verder dat "het mijnbouw- en industriële verleden van de provincie voor niets telt". De kleur groen werd bekritiseerd als "meer de kleur van Andalusië dan van Jaén". Het collectief "Linares Novena Provincia", dat strijdt voor de afscheiding van een provincie Linares van de provincie Jaén, was, niet onverwacht, ontevreden over de vlag en voegde eraan toe dat noch een paarse noch een groene vlag Linares zou vertegenwoordigen.
|  |  |